# Elecciones parlamentarias de Chile de 1937
En las elecciones parlamentarias de 1937, correspondientes al período 1937-1941, se eligieron 146 diputados y se renovaron 25 de los 45 senadores.
El Partido Comunista se encuentra fuera de legalidad por la Ley de Seguridad Interior del Estado, dictada por el presidente Arturo Alessandri Palma, tras los sucesos revolucionarios de 1932, desde entonces el comunismo chileno pasará a llamarse Partido Nacional Democrático.
Por otro lado surge el Movimiento Nacional-Socialista de Chile, dirigido por Jorge González von Marées, un líder del nacismo chileno, quienes logran un pacto con republicanos y eligen a 3 diputados.[cita requerida]
En esta contienda existió una importante participación de candidatos independientes, sin representar a ningún conglomerado político, logrando 3 escaños de diputados.

## Elección de laCámara de Diputados

### Resultados
| Partido                            | Sigla                       | Votos   | %?      | Dip.? | %?      |
| ---------------------------------- | --------------------------- | ------- | ------- | ----- | ------- |
| Partido Conservador                | PCon                        | 87 845  | 21,31 % | 35    | 23,97 % |
| Partido Liberal                    | PL                          | 85 515  | 20,74 % | 35    | 23,97 % |
| Partido Radical                    | PR                          | 76 941  | 18,66 % | 29    | 19,86 % |
| Partido Socialista                 | PS                          | 46 050  | 11,17 % | 19    | 13,01 % |
| Partido Demócrata                  | PDa                         | 20 026  | 4,86 %  | 7     | 4,79 %  |
| Partido Democrático                | PDo                         | 18 676  | 4,53 %  | 5     | 3,42 %  |
| Partido Nacional Democrático       | PND                         | 17 162  | 4,16 %  | 6     | 4,11 %  |
| Movimiento Nacional-Socialista     | MNS                         | 14 564  | 3,53 %  | 3     | 2,05 %  |
| Acción Republicana                 | AR                          | 9802    | 2,38 %  | 2     | 1,37 %  |
| Partido Agrario                    | PA                          | 9721    | 2,36 %  | 2     | 1,37 %  |
| Partido Regionalista de Magallanes | PRM                         | 1328    | 0,32 %  | 0     | 0,00 %  |
| Independientes                     | Ind                         | 17 040  | 4,13 %  | 3     | 2,05 %  |
| Total de sufragios emitidos        | Total de sufragios emitidos | 412 230 | 100 %   |       |         |

### Listado de diputados 1937-1941
| Departamentos                                      | N.º | Diputado                            | Partido |
| -------------------------------------------------- | --- | ----------------------------------- | ------- |
| Tarapacá Pisagua Arica                             | 1   | Carlos Muller Rivera                | PS      |
| Tarapacá Pisagua Arica                             | 2   | Carlos Contreras Labarca            | PND     |
| Tarapacá Pisagua Arica                             | 3   | Carlos Morales San Martín           | PR      |
| Tarapacá Pisagua Arica                             | 4   | Humberto Arellano Figueroa          | Ind     |
| Antofagasta Tocopilla Taltal                       | 5   | José Vega Díaz                      | PS      |
| Antofagasta Tocopilla Taltal                       | 6   | Juan Guerra Guerra                  | PND     |
| Antofagasta Tocopilla Taltal                       | 7   | Oscar Cifuentes Solar               | PS      |
| Antofagasta Tocopilla Taltal                       | 8   | Jorge Beeche Caldera                | PR      |
| Antofagasta Tocopilla Taltal                       | 9   | Pedro Opitz Velásquez               | PR      |
| Antofagasta Tocopilla Taltal                       | 10  | Edmundo Fuenzalida Espinoza         | PL      |
| Antofagasta Tocopilla Taltal                       | 11  | Alberto Bahamondes Cáceres          | PCon    |
| Chañaral Copiapó                                   | 12  | Eduardo Alessandri Rodríguez        | PL      |
| Chañaral Copiapó                                   | 13  | Isauro Torres Cereceda              | PR      |
| La Serena Coquimbo Elqui Ovalle Combarbalá Illapel | 14  | Gabriel González Videla             | PR      |
| La Serena Coquimbo Elqui Ovalle Combarbalá Illapel | 15  | Manuel José Irarrázaval Larraín     | PCon    |
| La Serena Coquimbo Elqui Ovalle Combarbalá Illapel | 16  | Hugo Alejandro Zepeda Barrios       | PL      |
| La Serena Coquimbo Elqui Ovalle Combarbalá Illapel | 17  | Manuel Eduardo Hübner               | PS      |
| La Serena Coquimbo Elqui Ovalle Combarbalá Illapel | 18  | Pedro Enrique Alfonso Barrios       | PR      |
| La Serena Coquimbo Elqui Ovalle Combarbalá Illapel | 19  | Raúl Marín Balmaceda                | PL      |
| La Serena Coquimbo Elqui Ovalle Combarbalá Illapel | 20  | Humberto Álvarez Suárez             | PR      |
| Petorca San Felipe Los Andes                       | 21  | Fernando Ruiz Correa                | PL      |
| Petorca San Felipe Los Andes                       | 22  | Alfredo Cerda Jaraquemada           | PCon    |
| Petorca San Felipe Los Andes                       | 23  | Alfredo Rosende Verdugo             | PR      |
| Valparaíso Casablanca Quillota Limache             | 24  | Fernando Guarello Fitz-Henry        | MNS     |
| Valparaíso Casablanca Quillota Limache             | 25  | Hernán Somavía Asquet               | PCon    |
| Valparaíso Casablanca Quillota Limache             | 26  | Juan Canesa Oneto                   | PCon    |
| Valparaíso Casablanca Quillota Limache             | 27  | Fernando Durán Villarreal           | PCon    |
| Valparaíso Casablanca Quillota Limache             | 28  | Pedro Poklepovic Novillo            | PL      |
| Valparaíso Casablanca Quillota Limache             | 29  | Fernando Máximo Lorca Cortínez      | PL      |
| Valparaíso Casablanca Quillota Limache             | 30  | Marcos Chamúdez Reitich             | PND     |
| Valparaíso Casablanca Quillota Limache             | 31  | Carlos Cuevas Fernández             | PR      |
| Valparaíso Casablanca Quillota Limache             | 32  | Ismael Carrasco Rábago              | PR      |
| Valparaíso Casablanca Quillota Limache             | 33  | Hipólito Verdugo Espinoza           | PS      |
| Valparaíso Casablanca Quillota Limache             | 34  | Salvador Allende Gossens            | PS      |
| Valparaíso Casablanca Quillota Limache             | 35  | Amaro Castro Retamal                | PS      |
| 1.er. Distrito Metropolitano: Santiago             | 36  | Benjamín Claro Velasco              | PAR     |
| 1.er. Distrito Metropolitano: Santiago             | 37  | Jorge González von Marées           | MNS     |
| 1.er. Distrito Metropolitano: Santiago             | 38  | Pablo Larraín Tejada                | PCon    |
| 1.er. Distrito Metropolitano: Santiago             | 39  | Carlos Estévez Gazmuri              | PCon    |
| 1.er. Distrito Metropolitano: Santiago             | 40  | Manuel Antonio Garretón Walker      | PCon    |
| 1.er. Distrito Metropolitano: Santiago             | 41  | Pedro Cárdenas Muñoz                | PDo     |
| 1.er. Distrito Metropolitano: Santiago             | 42  | Luis Muñoz Moyano                   | PDa     |
| 1.er. Distrito Metropolitano: Santiago             | 43  | Gregorio Amunátegui Jordán          | PL      |
| 1.er. Distrito Metropolitano: Santiago             | 44  | Roberto Barros Torres               | PL      |
| 1.er. Distrito Metropolitano: Santiago             | 45  | Amador Pairoa Trujillo              | PND     |
| 1.er. Distrito Metropolitano: Santiago             | 46  | Andrés Escobar Díaz                 | PND     |
| 1.er. Distrito Metropolitano: Santiago             | 47  | Humberto Mardones Valenzuela        | PR      |
| 1.er. Distrito Metropolitano: Santiago             | 48  | Manuel Cabezón Díaz                 | PR      |
| 1.er. Distrito Metropolitano: Santiago             | 49  | Ángel Faivovich Hitzcovich          | PR      |
| 1.er. Distrito Metropolitano: Santiago             | 50  | Juan Rossetti Colombino             | PRS     |
| 1.er. Distrito Metropolitano: Santiago             | 51  | Ricardo Latcham Alfaro              | PS      |
| 1.er. Distrito Metropolitano: Santiago             | 52  | Carlos Alberto Martínez             | PS      |
| 1.er. Distrito Metropolitano: Santiago             | 53  | César Godoy Urrutia                 | PS      |
| 2.º. Distrito Metropolitano: Talagante             | 54  | Joaquín Walker Larraín              | PCon    |
| 2.º. Distrito Metropolitano: Talagante             | 55  | Enrique Alcalde Cruchaga            | PCon    |
| 2.º. Distrito Metropolitano: Talagante             | 56  | Óscar Baeza Herrera                 | PS      |
| 2.º. Distrito Metropolitano: Talagante             | 57  | Juan Silva Pinto                    | PDo     |
| 2.º. Distrito Metropolitano: Talagante             | 58  | Emilio Zapata Díaz                  | Ind     |
| 3.er. Distrito Metropolitano: Puente Alto          | 59  | Justiniano Sotomayor Pérez Cotapos  | PR      |
| 3.er. Distrito Metropolitano: Puente Alto          | 60  | Julio Pereira Larraín               | PCon    |
| 3.er. Distrito Metropolitano: Puente Alto          | 61  | Luis Gardeweg Villegas              | PCon    |
| 3.er. Distrito Metropolitano: Puente Alto          | 62  | Manuel Madrid Arellano              | PL      |
| 3.er. Distrito Metropolitano: Puente Alto          | 63  | Luis Videla Salinas                 | PS      |
| Melipilla San Bernardo San Antonio                 | 64  | Joaquín Prieto Concha               | PCon    |
| Melipilla San Bernardo San Antonio                 | 65  | Rafael Moreno Echavarría            | PCon    |
| Melipilla San Bernardo San Antonio                 | 66  | Pedro García de la Huerta Matte     | PL      |
| Melipilla San Bernardo San Antonio                 | 67  | Enrique Madrid Osorio               | PL      |
| Melipilla San Bernardo San Antonio                 | 68  | Raúl Brañes Farmer                  | PR      |
| Rancagua Caupolicán San Vicente                    | 69  | Rafael Yrarrázaval Correa           | PCon    |
| Rancagua Caupolicán San Vicente                    | 70  | Guillermo de Borja Echenique Correa | PCon    |
| Rancagua Caupolicán San Vicente                    | 71  | Armando Celis Maturana              | PL      |
| Rancagua Caupolicán San Vicente                    | 72  | Antonio Varas Montt                 | PL      |
| Rancagua Caupolicán San Vicente                    | 73  | Sebastián Santandreu Herrera        | PR      |
| Rancagua Caupolicán San Vicente                    | 74  | Carlos Jeremías Gaete Gaete         | PS      |
| San Fernando Santa Cruz                            | 75  | Ladislao Errázuriz Pereira          | PL      |
| San Fernando Santa Cruz                            | 76  | Eduardo Pompeyo Moore Montero       | PL      |
| San Fernando Santa Cruz                            | 77  | Carlos Errázuriz Mena               | PCon    |
| San Fernando Santa Cruz                            | 78  | Óscar Gajardo Villarroel            | PCon    |
| Curicó Mataquito                                   | 79  | Gregorio Mozó Rodríguez             | PCon    |
| Curicó Mataquito                                   | 80  | Leoncio Toro Muñoz                  | PCon    |
| Curicó Mataquito                                   | 81  | Luis Cabrera Ferrada                | PCon    |
| Talca Curepto Lontué                               | 82  | Dionisio Concha Fernández           | PL      |
| Talca Curepto Lontué                               | 83  | Alejandro Dussaillant Louandre      | PL      |
| Talca Curepto Lontué                               | 84  | Mario Urrutia Gazmuri               | PCon    |
| Talca Curepto Lontué                               | 85  | Ricardo de Borja Boizard Bastidas   | PCon    |
| Talca Curepto Lontué                               | 86  | Rodolfo Armas Riquelme              | PR      |
| Constitución Chanco Cauquenes                      | 87  | Julio González Verdugo              | PL      |
| Constitución Chanco Cauquenes                      | 88  | Emiliano Bustos León                | PR      |
| Constitución Chanco Cauquenes                      | 89  | Ramiro Méndez Aravena               | PCon    |
| Linares Parral Loncomilla                          | 90  | Carlos Rozas Larraín                | PCon    |
| Linares Parral Loncomilla                          | 91  | Carlos Alberto Del Campo Rivera     | PL      |
| Linares Parral Loncomilla                          | 92  | Pedro Opaso Cousiño                 | PL      |
| Linares Parral Loncomilla                          | 93  | Isaías San Martín                   | PR      |
| Itata San Carlos                                   | 94  | Eleuterio Otárola Saldías           | PCon    |
| Itata San Carlos                                   | 95  | José Ruperto Puga Fisher            | PDo     |
| Itata San Carlos                                   | 96  | Guillermo Subercaseaux Rivas        | PL      |
| Chillán Bulnes Yungay                              | 97  | Ramón Arrau Sepúlveda               | PCon    |
| Chillán Bulnes Yungay                              | 98  | Rafael Cifuentes Lathman            | PCon    |
| Chillán Bulnes Yungay                              | 99  | José Miguel Opaso Letelier          | PL      |
| Chillán Bulnes Yungay                              | 100 | Armando Martín Villalobos           | PL      |
| Chillán Bulnes Yungay                              | 101 | Roberto Gómez Pérez                 | PR      |
| Concepción Tomé Talcahuano Yumbel                  | 102 | Fernando Aldunate Errázuriz         | PCon    |
| Concepción Tomé Talcahuano Yumbel                  | 103 | Dionisio Garrido Segura             | PDa     |
| Concepción Tomé Talcahuano Yumbel                  | 104 | Francisco Antonio Lobos             | PDo     |
| Concepción Tomé Talcahuano Yumbel                  | 105 | Sebastián Melo Hermosilla           | PL      |
| Concepción Tomé Talcahuano Yumbel                  | 106 | Óscar Cerda Becerra                 | PR      |
| Concepción Tomé Talcahuano Yumbel                  | 107 | Fernando Maira Castellón            | PR      |
| Concepción Tomé Talcahuano Yumbel                  | 108 | Lionel Edwards Atherton             | PR      |
| Concepción Tomé Talcahuano Yumbel                  | 109 | Rolando Merino Reyes                | PS      |
| Concepción Tomé Talcahuano Yumbel                  | 110 | Natalio Berman Berman               | PS      |
| Arauco Lebu-Cañete                                 | 111 | Remigio Medina Neira                | PR      |
| Arauco Lebu-Cañete                                 | 112 | Humberto del Pino Pereira           | PDo     |
| La Laja Nacimiento Mulchén                         | 113 | Juan Antonio Coloma Mellado         | PCon    |
| La Laja Nacimiento Mulchén                         | 114 | Carlos Cifuentes Sobarzo            | PDa     |
| La Laja Nacimiento Mulchén                         | 115 | Julio René de La Jara Zúñiga        | PL      |
| La Laja Nacimiento Mulchén                         | 116 | Guillermo Pereira Íñiguez           | PCon    |
| La Laja Nacimiento Mulchén                         | 117 | José Osorio Navarrete               | PR      |
| La Laja Nacimiento Mulchén                         | 118 | Asdrúbal Pezoa Estrada              | PS      |
| Angol Traiguén Victoria Lautaro                    | 119 | Manuel Uribe Barra                  | PR      |
| Angol Traiguén Victoria Lautaro                    | 120 | José Manuel Huerta Maturana         | PL      |
| Angol Traiguén Victoria Lautaro                    | 121 | Gustavo Loyola Vásquez              | PCon    |
| Angol Traiguén Victoria Lautaro                    | 122 | Humberto Parada Bergar              | PDa     |
| Angol Temuco Imperial Villarrica                   | 123 | Carlos Kurt Ribbeck Hornickel       | PAR     |
| Angol Temuco Imperial Villarrica                   | 124 | Gustavo Vargas Molinare             | MNS     |
| Angol Temuco Imperial Villarrica                   | 125 | Julián Abel Echavarrí Elorza        | PA      |
| Angol Temuco Imperial Villarrica                   | 126 | Manuel Bart Herrera                 | PA      |
| Angol Temuco Imperial Villarrica                   | 127 | Fernando Varas Contreras            | PCon    |
| Angol Temuco Imperial Villarrica                   | 128 | Roberto Gutiérrez Prieto            | PDa     |
| Angol Temuco Imperial Villarrica                   | 129 | Néstor Valdés Valenzuela            | PL      |
| Angol Temuco Imperial Villarrica                   | 130 | Rudecindo Ortega Mason              | PR      |
| Angol Temuco Imperial Villarrica                   | 131 | Julio Barrenechea Pino              | PS      |
| Valdivia Osorno La Unión Río Bueno                 | 132 | Carlos Acharán Pérez de Arce        | PL      |
| Valdivia Osorno La Unión Río Bueno                 | 133 | Luis Alberto Urrutia Ibáñez         | PL      |
| Valdivia Osorno La Unión Río Bueno                 | 134 | Juan Osorio Gómez                   | PDa     |
| Valdivia Osorno La Unión Río Bueno                 | 135 | Pelegrin Mesa Loyola                | PR      |
| Valdivia Osorno La Unión Río Bueno                 | 136 | Pedro Castelblanco Agüero           | PR      |
| Valdivia Osorno La Unión Río Bueno                 | 137 | Manuel Antonio Luna                 | PDo     |
| Valdivia Osorno La Unión Río Bueno                 | 138 | Jorge Dowling Desmadryl             | PS      |
| Valdivia Osorno La Unión Río Bueno                 | 139 | Francisco Labbé Labbé               | Ind     |
| Llanquihue Puerto Varas Aysén                      | 140 | Luis Antonio Silva Silva            | PCon    |
| Llanquihue Puerto Varas Aysén                      | 141 | Alfredo Brahm Appel                 | PCon    |
| Llanquihue Puerto Varas Aysén                      | 142 | Víctor Álamos Lamas                 | PL      |
| Llanquihue Puerto Varas Aysén                      | 143 | Sergio Fernández Larraín            | PCon    |
| Chiloé                                             | 144 | Juan Rafael Del Canto Medán         | PL      |
| Chiloé                                             | 145 | Raúl Morales Beltramí               | PR      |
| Magallanes                                         | 146 | Juan Efraín Ojeda Ojeda             | PS      |

#### Presidentes de la Cámara de Diputados
| Inicio             | Término            | Presidente | Presidente                  | Partido | Partido |
| ------------------ | ------------------ | ---------- | --------------------------- | ------- | ------- |
| 15 de mayo de 1937 | 24 de mayo de 1937 |            | Edmundo Fuenzalida Espinoza |         | PL      |
| 24 de mayo de 1937 | 15 de mayo de 1941 |            | Gregorio Amunátegui Jordán  |         | PL      |

## Elección delSenado

### Resultados
| Partido                        | Sigla                       | Votos   | %?     | Sen.? | %?      |
| ------------------------------ | --------------------------- | ------- | ------ | ----- | ------- |
| Partido Liberal                | PL                          | 51 981  | 27,11% | 7     | 28,00 % |
| Partido Radical                | PR                          | 42 433  | 22,13% | 6     | 24,00 % |
| Partido Conservador            | PCon                        | 41 473  | 21,63% | 6     | 24,00 % |
| Partido Socialista             | PS                          | 26 193  | 13,66% | 3     | 12,00 % |
| Partido Nacional Democrático   | PND                         | 7543    | 3,93%  | 1     | 4,00 %  |
| Partido Democrático            | PDo                         | 7004    | 3,65%  | 2     | 8,00 %  |
| Acción Republicana             | AR                          | 6103    | 3,18%  | 0     | 0,00 %  |
| Movimiento Nacional-Socialista | MNS                         | 3858    | 2,01%  | 0     | 0,00 %  |
| Partido Agrario                | PA                          | 2187    | 1,14%  | 0     | 0,00 %  |
| Independientes                 | Ind                         | 2578    | 1,34%  | 0     | 0,00 %  |
| Total de sufragios emitidos    | Total de sufragios emitidos | 191 706 | 100 %  |       |         |

### Listado de senadores 1937-1941
Las provincias que escogían senadores en esta elección para el período 1937-1945 fueron: Tarapacá y Antofagasta; Aconcagua y Valparaíso; O'Higgins y Colchagua; Ñuble, Concepción y Arauco; Valdivia, Llanquihue, Chiloé, Aysén y Magallanes.
En el cuadro de distribución se encuentran marcados en celdas oscuras aquellos que se eligieron en esta elección. Aquellas provincias que se encuentran sin marcar en el listado que a continuación se entrega, corresponden a los senadores del período 1933-1941, que mantienen su sillón senatorial.
| Provincias                                  | N.º | Senador                          | Partido |
| ------------------------------------------- | --- | -------------------------------- | ------- |
| Tarapacá Antofagasta                        | 1   | Fernando Alessandri Rodríguez    | PL      |
| Tarapacá Antofagasta                        | 2   | Miguel Cruchaga Tocornal         | PCon    |
| Tarapacá Antofagasta                        | 3   | Elías Lafferte Gaviño            | PND     |
| Tarapacá Antofagasta                        | 4   | Osvaldo Hiriart Corvalán         | PR      |
| Tarapacá Antofagasta                        | 5   | Óscar Schnake Vergara            | PS      |
| Atacama Coquimbo                            | 6   | Abraham Gatica Silva             | PL      |
| Atacama Coquimbo                            | 7   | Guillermo Portales Vicuña        | PL      |
| Atacama Coquimbo                            | 8   | Rodolfo Michels Cabero           | PR      |
| Atacama Coquimbo                            | 9   | José Manuel Ríos Arias           | PL      |
| Atacama Coquimbo                            | 10  | Aquiles Concha Stuardo           | PDa     |
| Aconcagua Valparaíso                        | 11  | Manuel Muñoz Cornejo             | PCon    |
| Aconcagua Valparaíso                        | 12  | Eleodoro Guzmán Figueroa         | PR      |
| Aconcagua Valparaíso                        | 13  | Álvaro Santa María Cerveró       | PL      |
| Aconcagua Valparaíso                        | 14  | Enrique Bravo Ortiz              | PL      |
| Aconcagua Valparaíso                        | 15  | Hugo Grove Vallejo               | PS      |
| Santiago                                    | 16  | Arturo Ureta Echazarreta         | PCon    |
| Santiago                                    | 17  | Juan Pradenas Muñoz              | PDo     |
| Santiago                                    | 18  | Rafael Luis Gumucio Vergara      | PCon    |
| Santiago                                    | 19  | Horacio Walker Larraín           | PCon    |
| Santiago                                    | 20  | Marmaduque Grove Vallejo         | PS      |
| O'Higgins Colchagua                         | 21  | Florencio Durán Bernales         | PR      |
| O'Higgins Colchagua                         | 22  | Fidel Segundo Estay Cortés       | PDo     |
| O'Higgins Colchagua                         | 23  | Héctor Rodríguez de la Sotta     | PCon    |
| O'Higgins Colchagua                         | 24  | Manuel Ossa Covarrubias          | PCon    |
| O'Higgins Colchagua                         | 25  | Óscar Valenzuela Valdés          | PL      |
| Curicó Talca Linares Maule                  | 26  | Aurelio Meza Rivera              | PR      |
| Curicó Talca Linares Maule                  | 27  | Ernesto Cruz Concha              | PCon    |
| Curicó Talca Linares Maule                  | 28  | Maximiano Errázuriz Valdés       | PCon    |
| Curicó Talca Linares Maule                  | 29  | Pedro Opaso Letelier             | PL      |
| Curicó Talca Linares Maule                  | 30  | Ignacio Urrutia Manzano          | PL      |
| Ñuble Concepción Arauco                     | 31  | Guillermo Azócar Álvarez         | PS      |
| Ñuble Concepción Arauco                     | 32  | José Francisco Urrejola Menchaca | PCon    |
| Ñuble Concepción Arauco                     | 33  | Gustavo Rivera Baeza             | PL      |
| Ñuble Concepción Arauco                     | 34  | Julio Eduardo Martínez Montt     | PDo     |
| Ñuble Concepción Arauco                     | 35  | Alberto Moller Bordeu            | PR      |
| Biobío Malleco Cautín                       | 36  | Hernán Alfonso Figueroa Anguita  | PR      |
| Biobío Malleco Cautín                       | 37  | Darío Barrueto Molinet           | PR      |
| Biobío Malleco Cautín                       | 38  | Cristóbal Sáenz Cerda            | PR      |
| Biobío Malleco Cautín                       | 39  | Virgilio Jesús Morales Vivanco   | PDa     |
| Biobío Malleco Cautín                       | 40  | Romualdo Silva Cortés            | PCon    |
| Valdivia Llanquihue Chiloé Aysén Magallanes | 41  | Alfonso Bórquez Pérez            | PR      |
| Valdivia Llanquihue Chiloé Aysén Magallanes | 42  | Carlos Haverbeck Richter         | PL      |
| Valdivia Llanquihue Chiloé Aysén Magallanes | 43  | Luis Ambrosio Concha Rodríguez   | PR      |
| Valdivia Llanquihue Chiloé Aysén Magallanes | 44  | Alejo Lira Infante               | PCon    |
| Valdivia Llanquihue Chiloé Aysén Magallanes | 45  | José Maza Fernández              | PL      |

#### Presidentes del Senado
| Inicio             | Término            | Presidente | Presidente               | Partido | Partido |
| ------------------ | ------------------ | ---------- | ------------------------ | ------- | ------- |
| 15 de mayo de 1937 | 24 de mayo de 1937 |            | Romualdo Silva Cortés    |         | PCon    |
| 24 de mayo de 1937 | 15 de mayo de 1941 |            | Miguel Cruchaga Tocornal |         | PCon    |